# Tragédie de Kourenivka

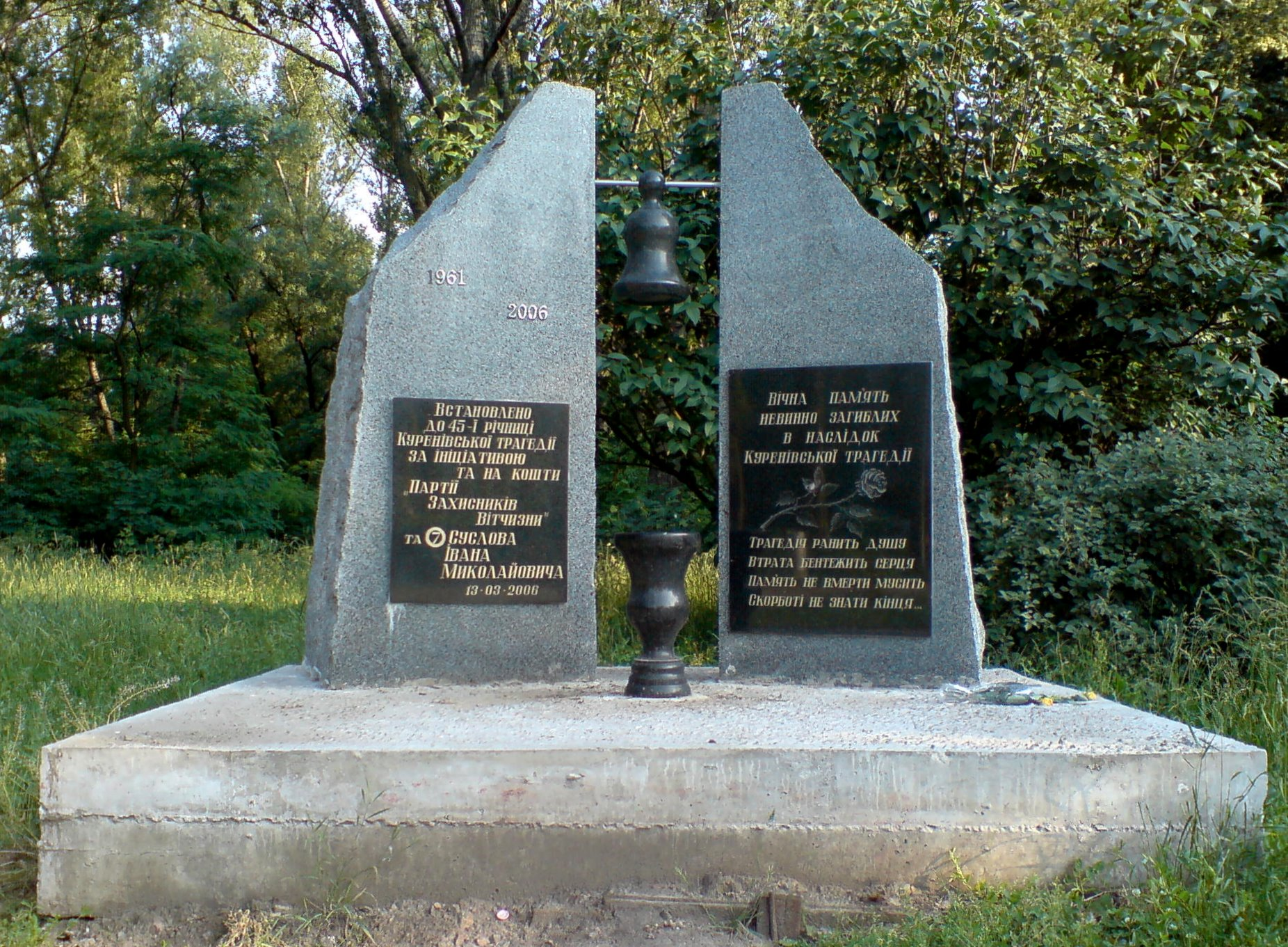
Monument commémoratif de la catastrophe, inauguré en 2006.

La tragédie de Kourenivka (en ukrainien « Куренівська трагедія ») est une catastrophe causée par une coulée de boue dans un quartier périphérique de Kiev, Kourenivka, à la limite de Podil, le 13 mars 1961. Son bilan, estimé à 150 morts par les autorités soviétiques, est désormais estimé à plus de 1 000 victimes.
Les usines de briques de Petrov déversaient leurs boues dans un réservoir occupant le ravin de Babi Yar. À la suite de fortes pluies, la digue de ce réservoir cède, déversant une vague de boue massive sur le quartier de Kourenivka (rue Olena Teliha actuelle), le dépôt de tramway de Podil, le stade du Spartak Kiev et ses environs.
La puissance du flot est telle qu’il emporte sur son passage des automobiles, des tramways de 10 tonnes et des constructions. Le stade fut recouvert jusqu’à la hauteur de ses grilles, le dépôt de tramway fut détruit dans sa quasi-totalité, de nombreux employés mourant d’électrocution car l’électricité de la ligne n’avait pas pu être coupée. 68 logements et 13 bâtiments administratifs sont entièrement détruits, 298 appartements et 163 maisons sont endommagés. Le nombre de 150 victimes est revu à 1 500 par l’historien Aleksandr Anissimov. 
Les travaux de déblaiement commencent rapidement et sont confiés à l’armée. L’utilisation du bulldozer s’impose rapidement, malgré les dommages causés aux cadavres pris dans la boue.

## Retentissement et commémorations
L’événement est dans un premier temps passé sous silence, les communications nationales et internationales depuis Kiev sont même coupées. Ce n’est que le 16 mars que la nouvelle est annoncée à la radio. Une enquête est menée par le procureur de la république socialiste soviétique d'Ukraine et aboutit à la condamnation de 6 fonctionnaires à des peines de prison pour des « erreurs dans le projet de déversoir et de barrage ».
Les victimes ont été enterrées dans divers cimetières de la ville, le travail de recensement en est rendu d’autant plus difficile.
Le travail de commémoration commence véritablement après 1991. Le Musée du transport électrique de Kiev (en ukrainien Музей історії КП «Київпастранс») inaugure en 1995 un monument recensant le nom des 50 employés du dépôt morts dans la catastrophe.
En 2006, un monument est inauguré.

## Sources
- Smoliy, V. A.; Goryak, G. V.; Danilenko, V. M. (2012). Куренівська трагедія 13 березня 1961 р. у Києві: причини, обставини, наслідки. Документи і матеріали. Institute of Ukrainian History NAN Ukraine. p. 548.  (ISBN 978-966-02-6392-5).

## Liens
- Documentaire (51 minutes) en russe sur la catastrophe.
- Un plan du déroulement de la catastrophe
- Carte Google Maps montrant la zone actuellement.